# Barylypa delictor
Barylypa delictor là một loài tò vò trong họ Ichneumonidae.